# Keisby
Keisby – osada w Anglii, w hrabstwie Lincolnshire, w dystrykcie South Kesteven. Leży 44 km na południe od Lincoln i 151 km na północ od Londynu.